# 24/7 (televisieprogramma)
24/7 was een Nederlands televisieprogramma dat werd uitgezonden door BNN en de VARA. In het programma werd het laatste nieuws over het internet verteld en de nieuwste snufjes werden getoond.

## Presentator en panel
Winfried Baijens was de presentator van het programma. Hij presenteerde het programma samen met het panel, bestaande uit Zarayda Groenhart, Tim Hofman en Harm Teunisse. Het was te zien op maandag en vrijdag met elke aflevering een nieuwe gast.